# Egmar Ponndorf

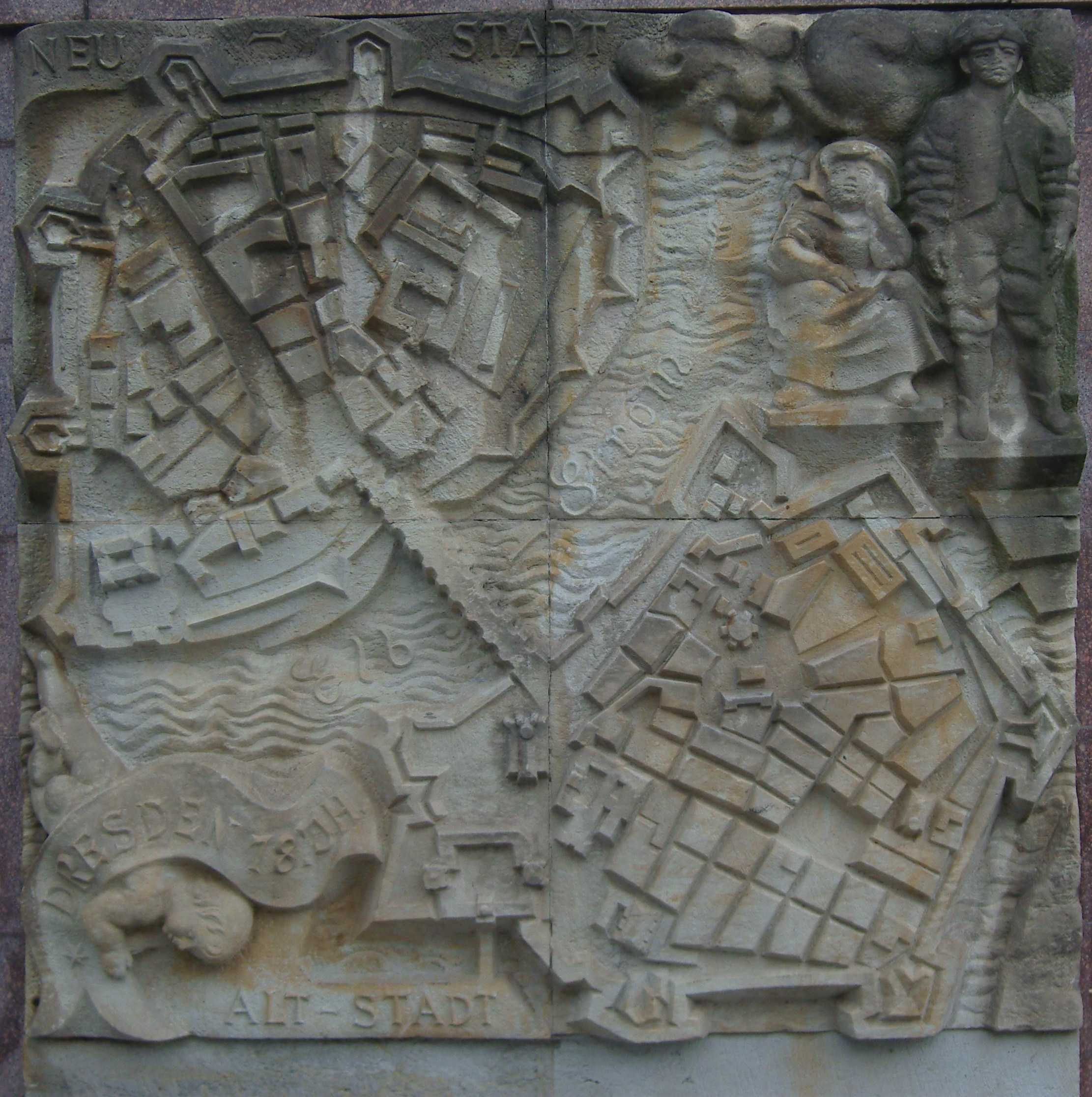
Relief am Fußgängertunnel am Neustädter Markt in Dresden: Altendresden und die Dresdner Altstadt im 18. Jahrhundert

Egmar Ponndorf (* 1. Oktober 1929 in Dresden; † 1. Januar 2015) war ein deutscher Steinbildhauer.

## Leben und Werk
Nach dem Besuch des Musischen Gymnasiums in Leipzig absolvierte Ponndorf zwischen 1946 und 1948 eine Ausbildung zum Steinbildhauer. Während der Ausbildung und danach bis 1960 war er bei Werner Hempel in der Denkmalpflege tätig. Dabei beteiligte sich Ponndorf 1948 bis 1959 am Wiederaufbau des Dresdner Zwingers und der Katholischen Hofkirche. Von 1952 bis 1955 war Ponndorf Hospitant bei Walter Arnold und Hans Steger an der Hochschule für Bildende Künste Dresden, Abteilung Plastik. 1956 erwarb Ponndorf den Titel des Steinbildhauer-Meisters.

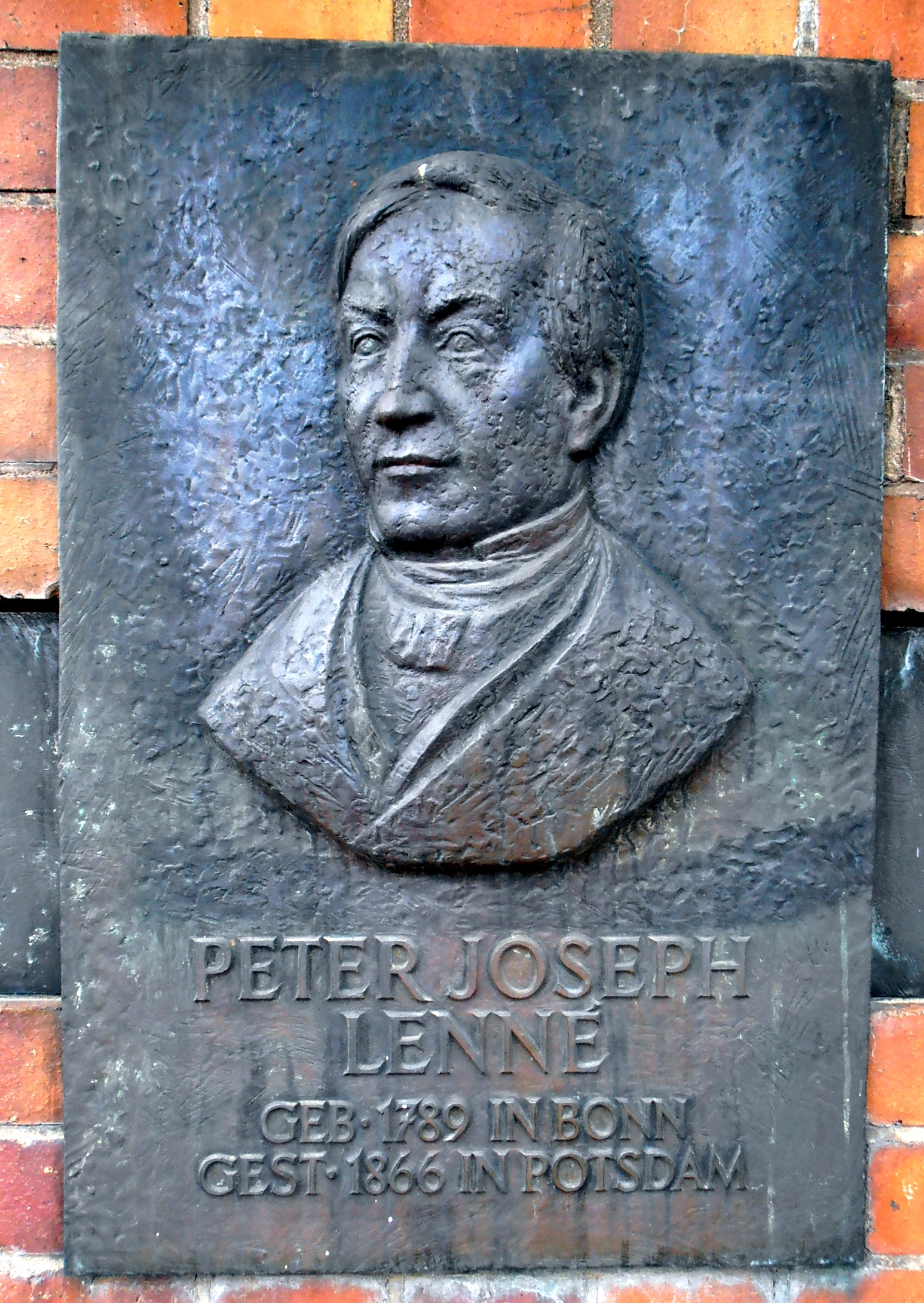
Ponndorfs Relief zum Gedenken an Peter Joseph Lenné

1964 erhielt Ponndorf einen Lehrauftrag an der Hochschule für Bildende Künste in Dresden, Abteilung Plastik. Ab 1966 war er verantwortlich für den Aufbau einer Restaurierungswerkstatt in Potsdam-Sanssouci, die er bis 1968 leitete.
Von 1991 bis 1997 war Ponndorf künstlerischer Leiter der Bildhauerarbeiten beim Wiederaufbau des Dresdner Residenzschlosses.
Neben seiner Bildhauertätigkeit schuf Ponndorf auch Gemälde.

## Privates
Ponndorf war seit 1956 verheiratet und bis Anfang der 1990er Jahre begeisterter Bergsportler (seit 1948 Mitglied im TC Bergfreunde 16). Als solcher war er Seilgefährte des 1997 ermordeten Pfarrers Roland Adolph.
Ponndorf verstarb nach schwerer Krankheit. Sein Grab befindet sich auf dem Trinitatisfriedhof in Dresden-Johannstadt.

## Mitgliedschaften
- 1960 bis 2000 Produktionsgenossenschaft Bildender Künstler Kunst am Bau Dresden[6]
- 1965 bis 1990 Verband Bildender Künstler der DDR
- ab 1990 Sächsischer Künstlerbund

## Ehrungen
- 1973: Kunstpreis der Stadt Halle
- 1974: Kunstpreis des FDGB[7]
- 1974: Benennung einer Kletterroute in der Kletterhalle des Sächsischen Bergsteigerbundes zum Egmar-Ponndorf-Gedächtnisweg[2]

## Werke (Auswahl)

### Werke im öffentlichen Raum

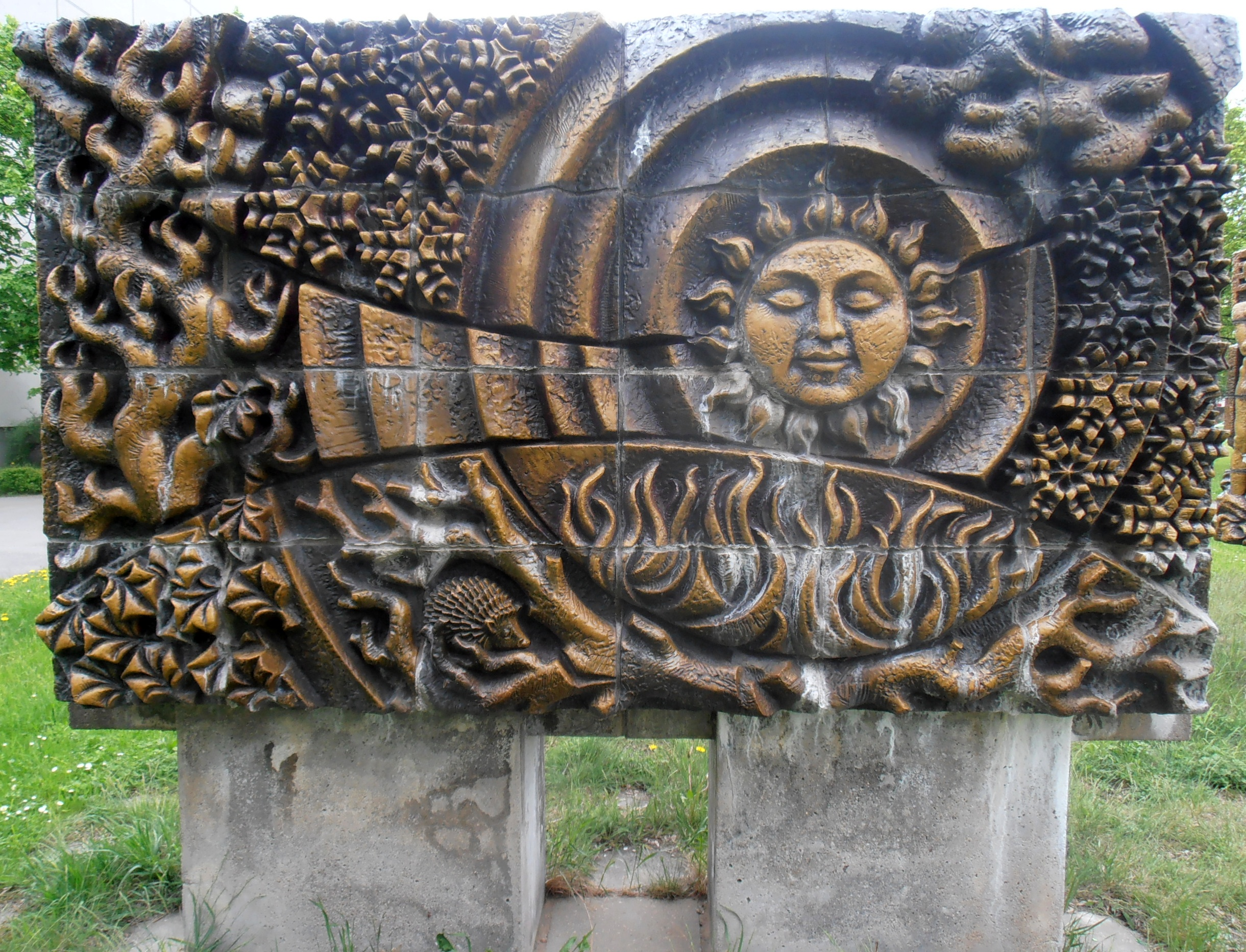
Bronzerelief „Lebenszeiten“ in Dresden-Johannstadt

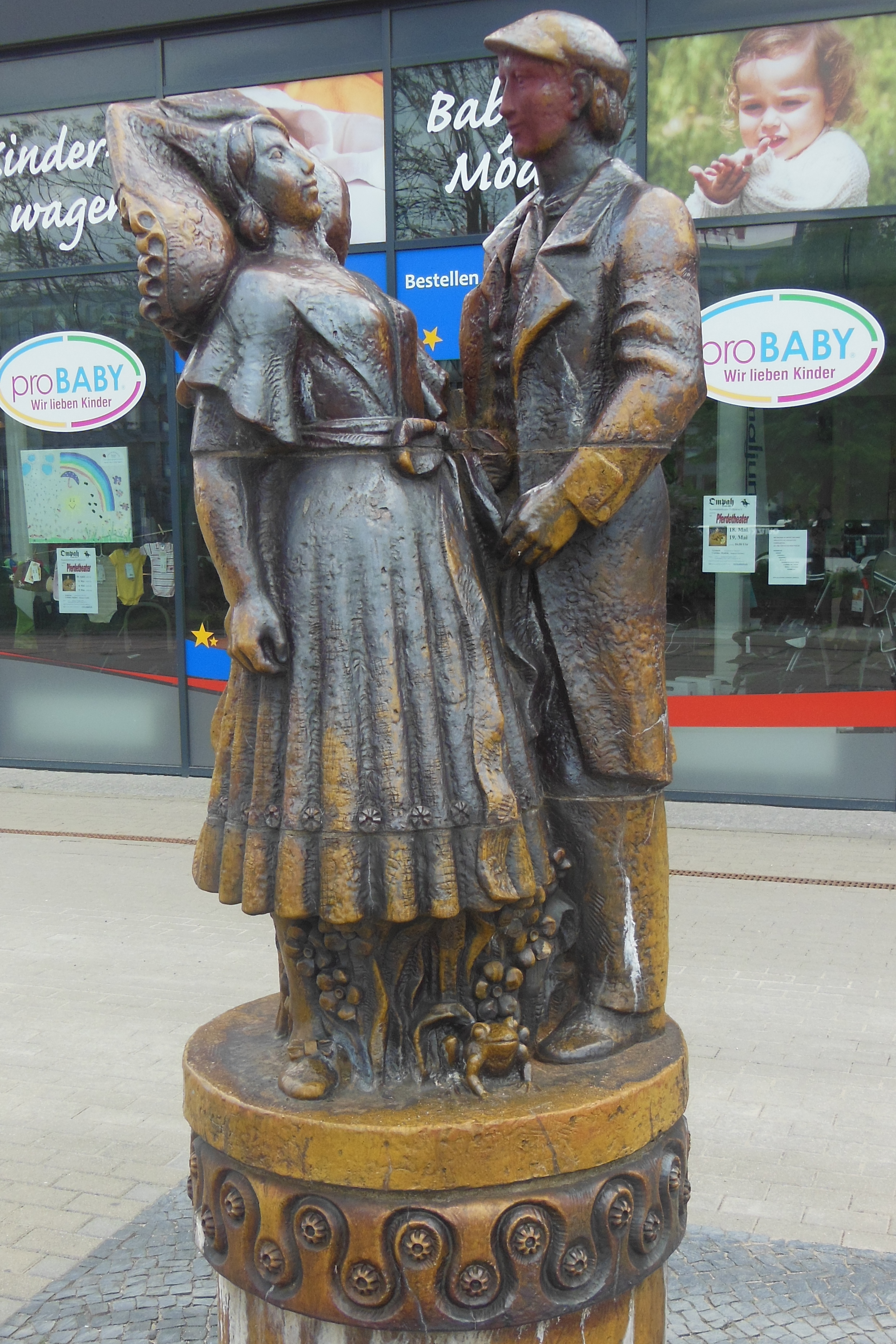
Sorbisches Paar in Cottbus

#### Dresden
- 1962: Elefantenrutsche (zusammen mit Vinzenz Wanitschke und Johannes Peschel)[8]
- 1967–1969: Restaurierung des Friedensbrunnens[9]
- 1976: Skulptur Bauarbeiter aus rotem Granit für die 125. POS (Heinrich-Heine-Schule) in Zschertnitz
- 1978/1979: Altendresden um 1700, Relief zur Stadtgeschichte, am Fußgängertunnel unter dem Neustädter Markt[10]
- 1982: Keramik-Relief Vier Jahreszeiten an der Kreuzung Striesener Straße und Pöppelmannstraße
- ab 1983: Sanierung des Reliefs Dresdner Totentanz (ab 1983)[11]
- 1984: Plastiken Vier Elemente aus Keramik für eine Schule in Dresden-Prohlis, Gamigstraße
- 1987: Märchenbrunnen an der Gorbitzer Höhenpromenade
- 1988: Keramikplastik Familie-Jugend-Liebe in Zschertnitz
- 1989: Lenné-Denkmal am Lennéplatz

#### Außerhalb Dresdens
- 1969: Schmuckwand aus zusammengesetzten Betonquadern mit Zahlenfolge 1969, Carl-Friedrich-Gauß-Gymnasium, Schwedt/Oder (gemeinsam mit Johannes Peschel, beide PGH Kunst am Bau)
- 1974: 28 Meter langes und vier Meter breites Betonrelief zur Geschichte der Arbeiterbewegung am Haus des Lehrers in Halle (Saale) zusammen mit Rudolf Sitte, Vinzenz Wanitschke und Hans Peschel[12]
- bis 1980: Umsetzung und Restaurierung des Nordportales der Schloßkirche Chemnitz
- 1983: Plastik Liegende an der Schwimmhalle Kroko-Fit in Radebeul[13]
- 1988: Sorbisches Paar aus Keramik, Fußgängerzone Cottbus
- 1988: Sandstein-Figurengruppe am Marktbrunnen in Cottbus (gemeinsam mit Johannes Peschel)
- Sicherung zahlreicher Plastiken und Denkmäler in Moritzburg, Augustusburg und Leipzig; auch eigene baugebundene plastische Arbeiten und Kleinplastiken

### Weitere Skulpturen
- Daphne (1981, Marmor)[14]
- Hockende (1985, Marmor)[15]
- Dynamische Komposition (1985, Zweifiguren-Gruppe, Gips, getönt)[16]
- Torso (1987, Bronze)[17]

### Literarische Veröffentlichungen Ponndorfs
- Erlebte Felsenwelt. Bergfahrten in den Jahren 1946–2009. Druckerei Lißner, Dresden, 2011
- Erlebte Felsenwelt. Bergfahrten in den Jahren 1947–1953. Druckerei Lißner, Dresden, 2010

## Ausstellungen
- 1972/1973 und 1977/1978: Dresden, VII. und VIII. Kunstausstellung der DDR
- 1972, 1974, 1979 und 1985: Dresden, Bezirkskunstausstellungen
- 1975: Wanderausstellung „Kleinplastik und Grafik“
- 1980: Rostock, Kunsthalle Rostock („Der Klasse verbunden – Kunstpreisträger des FDGB stellen aus“)